# Alejandro Corona (futbolista)
Alejandro Corona Cervantes (Pachuca, Hidalgo México; 26 de junio de 1976) es un exfutbolista mexicano que jugaba en la posición de centrocampista.

## Trayectoria
En la Primera A jugó para los equipos Pachuca B, Gallos de Aguascalientes y Cruz Azul Hidalgo.
Fue en el Invierno 2000 donde hizo su debut en la Primera División de México jugando para el Cruz Azul, siendo el profesor José Luis Trejo quien le dio la oportunidad de iniciar como titular en un duelo en el cual La Máquina igualó a dos tantos ante el Club Necaxa.
A partir de esa fecha, tuvo una carrera brillante con los Celestes, disputando total 106 cotejos, de los cuales 56 arrancó como titular y en 15 oportunidades logró convertir gol, siendo expulsado en dos ocasiones.
Para el Apertura 2006, se enroló con los Jaguares de Chiapas, equipo con el cual permaneció hasta el año 2008.
En el Clausura 2008, el hidalguense pasó a formar parte de las filas de los Tiburones Rojos de Veracruz, aunque solo una campaña lo hizo como jugador de Primera División y es que para el siguiente torneo con los Escualoa, lo tuvo que vivir en la Liga de Ascenso.
Llegado el Clausura 2009, es contratado por los Correcaminos de la UAT, también de la División de Ascenso, equipo con el cual solo permaneció un año para después en el Bicentenario 2010 arribar al Club León.
Con La Fiera vivió un segundo aire en su carrera, en cuatro años logró convertirse en uno de los referentes en la cancha, siendo inclusive capitán del equipo. El 4 de diciembre del 2011, tuvo su último partido como jugador en activo, fue en la vuelta de la semifinal ante La Piedad, serie en la cual León terminó por ser eliminado. Fue parte del ascenso del equipo leonés a la Primera División, sin embargo, una lesión que venía arrastrando le impidió jugar la Temporada del regreso del conjunto Esmeralda al máximo circuito. Con el León disputó un total de 57 partidos, en 50 fue titular, anotó cinco goles y solo fue expulsado en un par de ocasiones.
A los 35 años de edad, Alejandro Corona dijo no más, el momento de "colgar los botines" llegó.
Después de su retiro, se quedó en la institución leonesa, pero ahora como Auxiliar Técnico, en su debut a Pedro Muñoz de la Torre y después José Andrés Pérez Jaime.

### Clubes
| Club                        | País                | Año         | Partidos | Goles | Media |
| --------------------------- | ------------------- | ----------- | -------- | ----- | ----- |
| Pachuca Juniors             | México              | 1996-1998   | 33       | 3     | 0.09  |
| Gallos de Aguascalientes    | México              | 1998-1999   | 27       | 4     | 0.15  |
| Cruz Azul Hidalgo           | México              | 1999-2000   | 23       | 2     | 0.09  |
| Cruz Azul                   | México              | 2000-2006   | 110      | 15    | 0.14  |
| Jaguares de Chiapas         | México              | 2006-2007   | 48       | 2     | 0.04  |
| Tiburones Rojos de Veracruz | México              | 2008-2009   | 9        | 0     | 0     |
| Correcaminos de la UAT      | México              | 2009        | 23       | 1     | 0.04  |
| Club León                   | México              | 2010-2012   | 57       | 5     | 0.09  |
| Total en su carrera         | Total en su carrera | 1996 - 2012 | 330      | 32    | 0.1   |